# Albert Séverin Roche
Pour les articles homonymes, voir Albert Roche et Roche (homonymie).

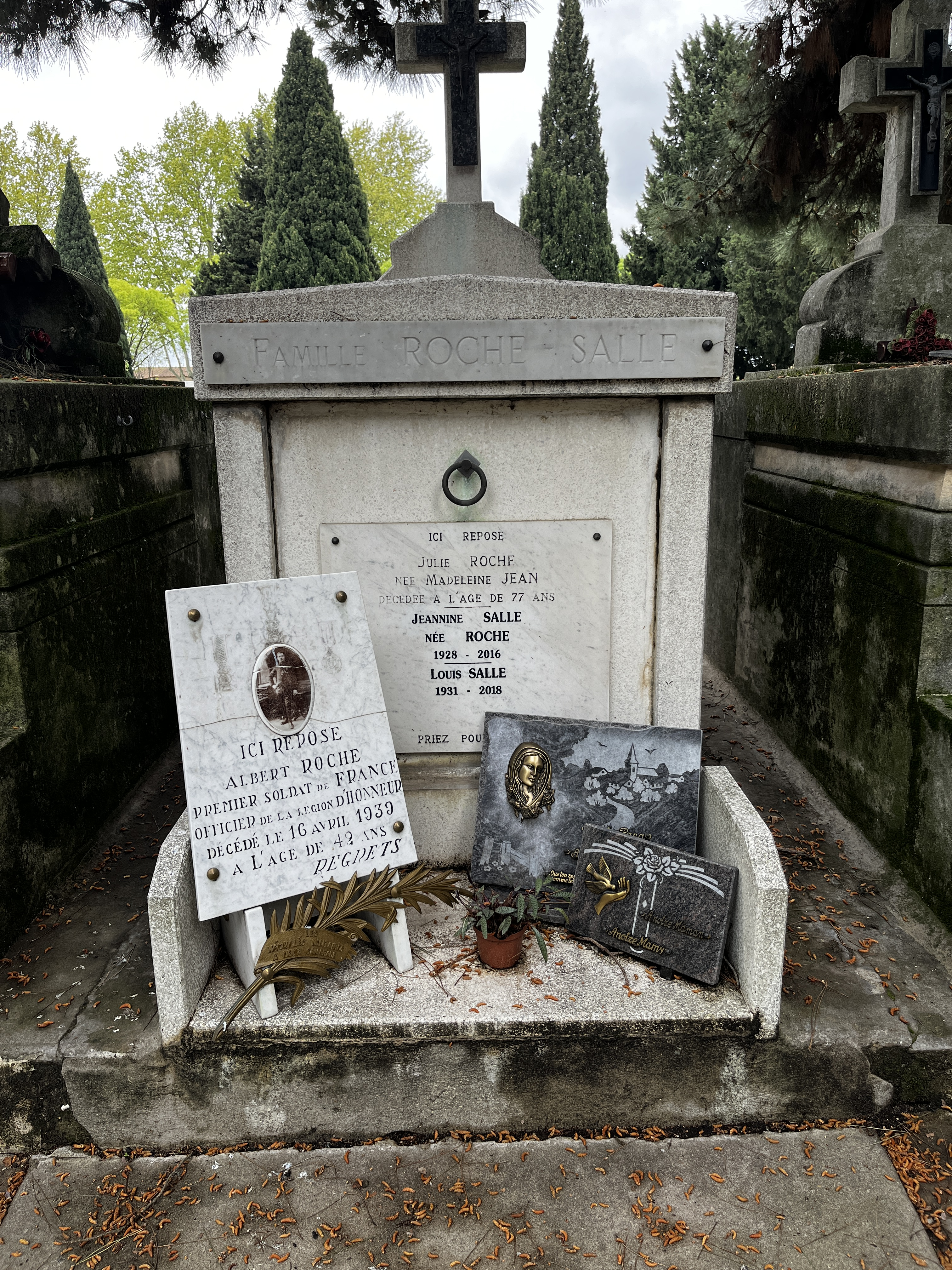
Sépulture d'Albert Roche au cimetière Saint-Véran (carré 40) en Avignon (84)

Albert Fernand Séverin Roche (Réauville, 5 mars 1895 – Avignon, 14 avril 1939), est un soldat français ayant combattu pendant la Première Guerre mondiale.
Il est connu pour être le soldat français le plus décoré de cette guerre, avoir été blessé neuf fois et avoir capturé un total de quelque 1 180 soldats allemands. Il est surnommé « le premier soldat de France » par le maréchal Ferdinand Foch.

## Biographie

### Origines
Né à Réauville dans la Drôme, Albert Roche est le fils d'un cultivateur, Séverin Roche, et de Louise Savel, troisième fils dans une modeste famille nombreuse.

### Première Guerre mondiale
En 1914, à 19 ans, lors de la mobilisation, le conseil de révision le refuse, l’estimant trop chétif pour servir, à la grande joie de son père, qui a besoin de bras pour faire tourner la ferme.
Albert veut se battre coûte que coûte. Devant l’opposition de son père, il fait son sac et se sauve. Il se présente au camp d’instruction d’Allan, qui l’affecte au 30e bataillon de chasseurs.
Son incorporation se passe mal : mal noté, mal-aimé, il s’énerve et s’enfuit. Aussitôt rattrapé, il est envoyé en prison pour désertion.

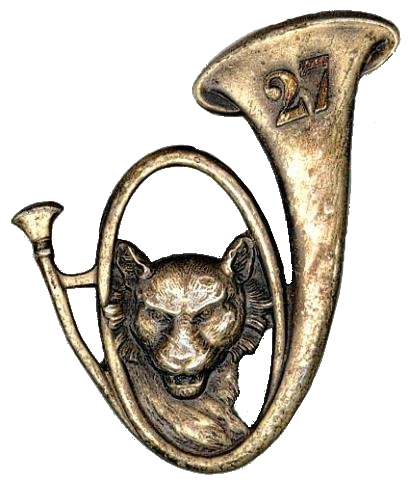
Insigne du. Devise : « Vivre libre ou mourir », devise du bataillon des Glières et « Toujours à l'affût ».

Il se défend en ces termes : « Les mauvais soldats, on les expédie là-haut, et moi je veux aller où l’on se bat. »
Il est alors envoyé le 3 juillet 1915 au 27e bataillon de chasseurs alpins engagé dans l’Aisne, bataillon surnommé « diables bleus » par les Allemands.

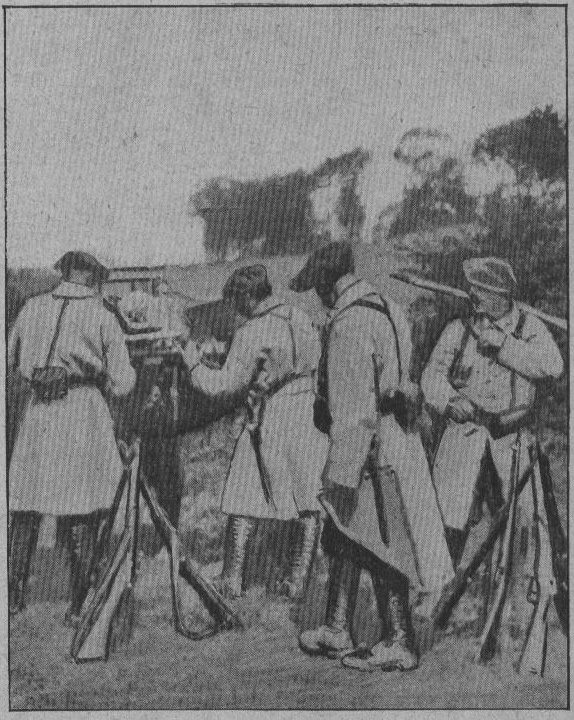
Les diables bleus : une tranchée.
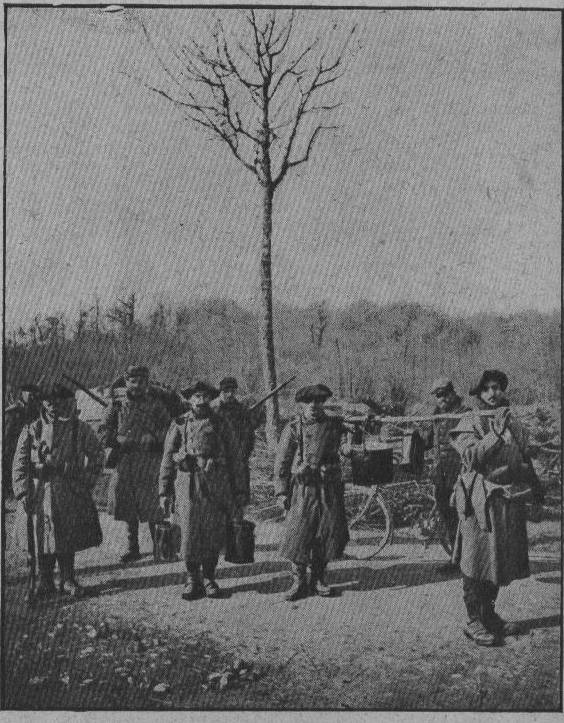
Les diables bleus : la soupe.
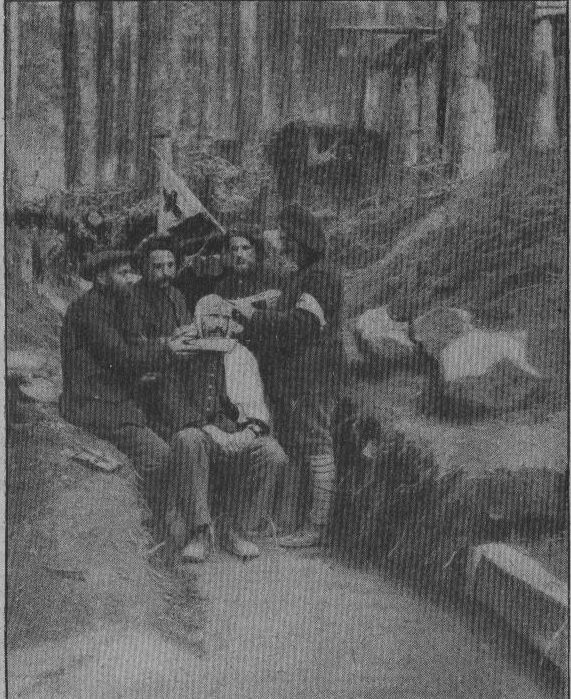
Les diables bleus : le poste de secours.

Il se porte volontaire pour aller détruire un nid de mitrailleuses. Rampant jusqu’aux tranchées ennemies, il parvient à proximité de la cible, atteint le tuyau de cheminée du poêle autour duquel se pressent les Allemands pour se chauffer et y fait tomber une poignée de grenades. La position est neutralisée : il y a plusieurs morts et les survivants se rendent, croyant être attaqués par un bataillon entier. Albert revient à sa base avec les mitrailleuses et huit prisonniers.
Le 15 octobre 1915, il est distingué comme chasseur de première classe.
Régulièrement en première ligne, il se trouve un jour être le seul survivant de sa position, une tranchée au Sudel en Alsace, tous ses camarades ayant été tués. Il positionne alors tous les fusils des morts avec lesquels il tire alternativement, faisant croire à l’ennemi à la résistance d’une garnison et le mettant en déroute.
Régulièrement volontaire pour des missions de reconnaissance, il est un jour fait prisonnier avec son lieutenant blessé. Isolé dans une casemate lors d’un interrogatoire, il parvient à maîtriser et tuer son interrogateur, dont il a subtilisé le pistolet. Ne s’arrêtant pas là, il ramène 42 nouveaux prisonniers et son lieutenant blessé sur son dos.
Lors d'une offensive de la bataille du Chemin des Dames, son capitaine est grièvement blessé et gît entre les lignes. Il rampe alors sous le feu au péril de sa vie pendant six heures pour le rejoindre, puis encore quatre heures pour le ramener avant de le confier aux brancardiers. Épuisé, il s’endort dans un trou de guetteur. Il est réveillé par une patrouille qui le prend pour un déserteur. « Abandon de poste sous le feu, fusillé dans les 24 heures ». Malgré ses dénégations, sans témoin et en période de mutinerie, il est envoyé au cachot en attente de l’application de la sentence. Il écrit alors à son père « Dans une heure je serai fusillé, mais je t’assure que je suis innocent. ».  Il est emmené au peloton d’exécution qui s’apprête à faire sa besogne lorsqu’une estafette l’interrompt : le capitaine est sorti juste à temps de son coma et apporte son témoignage le disculpant.
Le chasseur Roche est nommé chevalier de la Légion d'honneur le 3 septembre 1918 avec la citation suivante,, (voir infra) :

« Chasseur dont la bravoure est légendaire au bataillon. Fait preuve, dans les circonstances les plus difficiles, d'un mépris absolu du danger ; conserve un calme absolu aux moments les plus critiques, donne à ses camarades l'exemple de l'entrain, exalte leur courage, est pour ses chefs un auxiliaire précieux. Pendant les opérations du 31 août 1918, a réussi comme agent de liaison à transmettre à toutes les sections de sa compagnie les ordres du commandant, n'hésitant devant aucun danger, triomphant des difficultés de toutes sortes, montrant un rare esprit de décision, une conscience au dessus de tout éloge. Médaillé militaire pour faits de guerre (sept citations). »

— 3 septembre 1918
Il reçoit la croix de la Légion d'honneur des mains du commandant de l'armée des Vosges, le général de Maud'huy. Il est invité à la table du général Mangin.

### Après-guerre

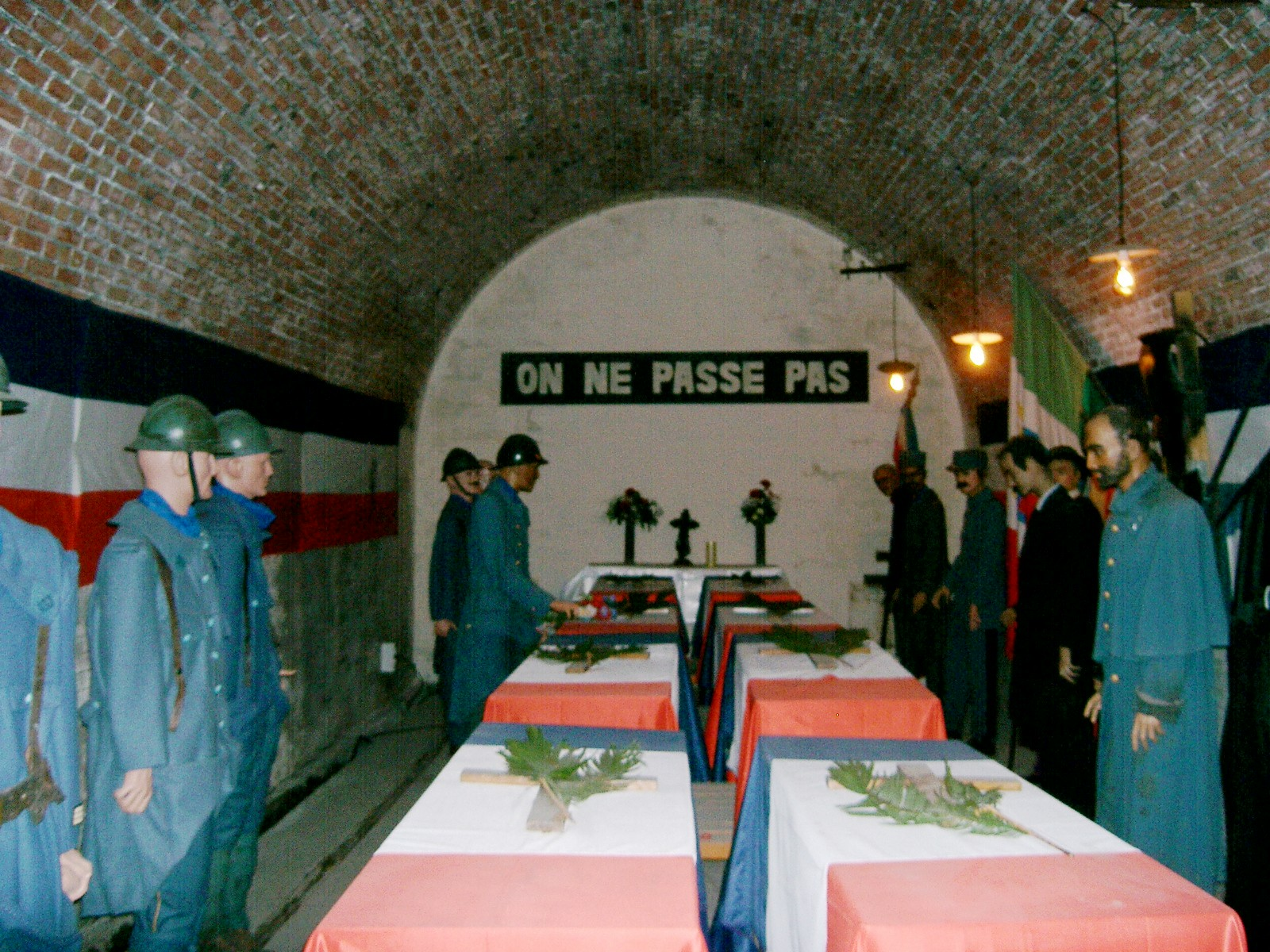
Cérémonie du choix du soldat inconnu destiné à reposer sous l'Arc de Triomphe ; citadelle souterraine de Verdun (Reconstitution).

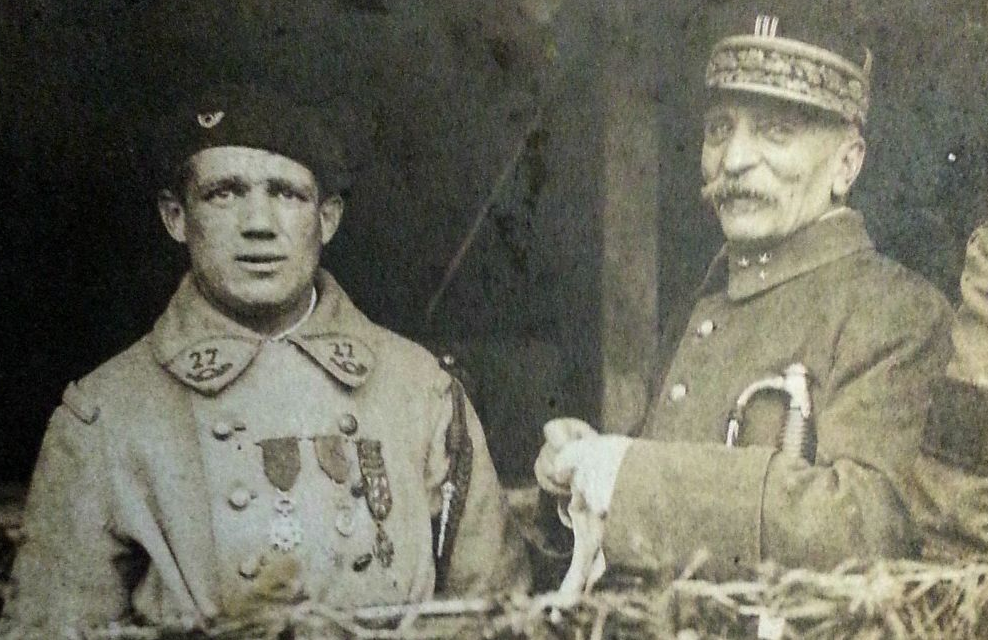
Albert Roche (à gauche) et le généralissime Foch (à droite) en 1918.

Au cours du conflit, il a été blessé neuf fois et a fait 1 180 prisonniers à lui seul. À la fin du conflit, à 23 ans, il est toujours soldat de première classe.
Le 27 novembre 1918, il est présenté au balcon de l’hôtel de ville de Strasbourg par le généralissime Foch devant une immense foule en liesse en ces termes : « Alsaciens, je vous présente votre libérateur Albert Roche. C'est le premier soldat de France ! » Peu de temps auparavant, Foch a découvert avec étonnement les états de service du soldat, au vu desquels il s’était écrié : « Il a fait tout cela, et il n’a pas le moindre galon de laine ? »
Le 11 novembre 1920, il porte, avec sept de ses camarades, le cercueil du Soldat inconnu lors de la cérémonie à l’Arc de Triomphe.
Il fait ensuite partie de la délégation française conduite à Londres en 1925 par le général Gouraud pour assister aux obsèques du field marshal Lord French. Il est convié à la table du roi George V avec cinq représentants de l’Armée,.

### Fin de vie
Il retourne ensuite chez lui à Valréas dans le Vaucluse, où il travaille modestement comme cantonnier.
Il y épouse, en janvier 1921, une femme de Colonzelle de la Drôme voisine,.
Il est affecté comme pompier à la poudrerie de Sorgues,. En avril 1939, il est renversé à Sorgues par une voiture à sa descente d'autocar. Transporté à l'hôpital Sainte-Marthe d'Avignon, il y meurt le 14 avril, à l'âge de 44 ans.
Édouard Daladier demande que les honneurs militaires lui soient rendus lors des obsèques. Une semaine après, il transmet un don anonyme de 20 000 francs à sa veuve (soit environ 11 265 euros en 2024,).
En 1971, la municipalité de Réauville fait ériger une stèle à sa mémoire devant sa maison natale,.
D'abord inhumé à Sorgues, le corps d'Albert Roche est transféré le 22 septembre 1967 au cimetière Saint-Véran d'Avignon, où il repose toujours (carré 40, rangée Nord, tombe 15).

## Exposition
En mars 2019, une exposition lui est consacrée au musée des troupes de montagne de Grenoble.

## Hommage
En juin 2018, La Poste émet un timbre à la mémoire d'Albert Roche.
La chanson The First Soldier du groupe de power metal suédois Sabaton fait référence aux actes d'Albert Séverin Roche pendant la Première Guerre mondiale,.

## Décorations
- Officier de la Légion d'honneur (décret du 30 juin 1937)[2] ; chevalier du 3 septembre 1918[2]
- Médaille militaire (25 octobre 1917)[2]
- Croix de guerre 1914-1918, avec 4 palmes et 8 étoiles (12 citations)[22]
- Insigne des blessés militaires (9 blessures)
- Croix du combattant volontaire 1914-1918 (1935)
- Croix du combattant (1930)
- Médaille commémorative de la guerre 1914-1918 (1920)
- Médaille interalliée de la Victoire (1922)

#### Articles de presse
- Georges Bourquard, « À Albert Roche, la patrie si peu reconnaissante… », Le Dauphiné libéré,‎ 19 mai 2014 (lire en ligne)
- « Albert Roche », Le Bleuet, no 97,‎ janvier 2010
- Michel Merckel, « Albert Séverin Roche : l’anti-héros », L'Express Hors série, no 3,‎ décembre 2013 - janvier février 2014, p. 162 :« extrait du livre du même auteur 14-18, le sport sort des tranchées un héritage inattendu de la Grande Guerre, Le Pas d'oiseau, 2013, 145-146 p. (ISBN 978-2-917971-36-9 et 2-917971-36-3, OCLC 869771388, lire en ligne) »

#### Livre
Dominique Lormier, Albert Roche, premier soldat de France
1914-1918, Le Retour aux Sources, 10 mars 2020, 194 p. (ISBN 9781913057572)

#### Autre document
Feuillets du matricule militaire d'Albert Roche (archives « registres matricules » de la Drome) : p973, p972, p971, p970, p969, p968 et p967.